# خسوف خرد (کتاب)
خسوف خرد یکی از آثار فیلسوف آلمانی ماکس هورکهایمر است که در سال ۱۹۴۷ نوشته شده. هورکهایمر در این کتاب بحث می‌کند که نازیها چگونه توانستند دستور کاری خودشان را به عنوان یک دستور کاری «معقول» به نمایش بگذارند.

## خلاصه
هورکهایمر با مفهوم خرد در تاریخ فلسفه غربی کلنجار می‌رود. او خرد حقیقی را به مثابه خردگرایی تعریف می‌کند که تنها در محیطی مبتنی بر تفکر آزاد انتقادی امکان جلو رفتن پیدا می‌کند.